# Martin Hairer
Martin Hairer (ur. 14 listopada 1975 w Genewie) – austriacko-brytyjski matematyk, laureat Medalu Fieldsa z 2014 i Breakthrough Prize in Mathematics z 2020. Specjalizuje się w analizie stochastycznej, w szczególności w stochastycznych równaniach różniczkowych cząstkowych.

## Życiorys
Urodził się w Genewie, jego ojciec Ernst Hairer też jest matematykiem, profesorem Uniwersytetu Genewskiego. Studiował matematykę i fizykę na Uniwersytecie Genewskim. Na macierzystej uczelni w 2001 uzyskał stopień doktorski z fizyki, promotorem jego doktoratu był Jean-Pierre Eckmann. W latach 2002–17 (z roczną przerwą na pracę w New York University) był związany z University of Warwick. Od 2017 jest profesorem Imperial College London, a od 2022 także Politechniki Federalnej w Lozannie.
W roku 2013 został zaproszony do wygłoszenia wykładu sekcyjnego na Międzynarodowym Kongresie Matematyków w Seulu, który został jednak odwołany ponieważ Hairer otrzymał na kongresie Medal Fieldsa i wygłosił wykład przewidziany dla jego laureatów. Był jednym z plenarnych prelegentów m.in. w 2015 na International Congress on Mathematical Physics i w 2019 na konferencji Dynamics, Equations and Applications (DEA 2019).
Wielokrotnie nagradzany, otrzymał m.in. Whitehead Prize w 2008, Nagrodę Fermata w 2013, Medal Fieldsa w 2014, Breakthrough Prize in Mathematics w 2020 i King Faisal Prize w 2022. W 2013 zdobył też prestiżowy ERC Consolidator Grant.
Członek Royal Society (2014), Niemieckiej Akademii Przyrodników Leopoldina (2015) i Academia Europaea (2015), członek korespondent Austriackiej Akademii Nauk (2015), członek zagraniczny Polskiej Akademii Nauk (2017).
Jego żoną jest matematyczka Xue-Mei Li, profesor Imperial College London i Politechniki Federalnej w Lozannie. W 2016 królowa Elżbieta II przyznała mu Order Imperium Brytyjskiego II klasy (KBE), co dało mu prawo do tytułu szlacheckiego i używania słowa „sir” przed imieniem i nazwiskiem.